# Dionysius III de Constantinopla

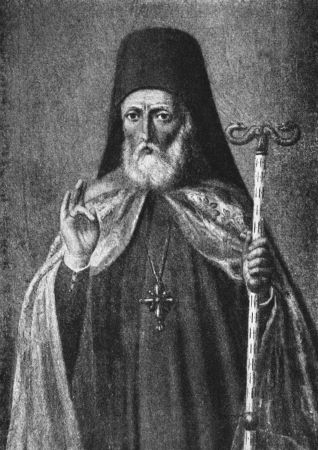
Dionisio III de Constantinopla.

Dionisio III de Constantinopla fue el Patriarca Ecuménico de Constantinopla desde el 29 de junio de 1662 hasta el 21 de octubre de 1665. Anteriormente había sido obispo de Tesalónica, Larissa (1652-1662) y Bursa.